# 월주회위성 카구야
월주회위성 카구야(月周回衛星「かぐや」, 영어: Selenological and Engineering Explorer; SELENE)는 일본 우주항공연구개발기구 (JAXA가) 2007년 9월 14일 쏘아올린 달 탐사선이다.
카구야는 일본이 1990년에 발사한 달 탐사선 히텐 (MUSES-A)의 후속 달 탐사선에서 2007년 시점에서 아폴로 계획 이후 인류 최대의 달 탐사를 실시했다.
H-IIA 로켓에 실려 다네가시마 우주센터에서 발사되었으며, 관측위성(달궤도회전 주위성 1기/릴레이 위성 1기/VRAD위성 1기) 3기로 구성되어 있다. 수시관측 및 달의 움직임에 대해 세부적 관측이 가능하도록 설계되었다.
당초 2007년 8월 16일에 발사할 예정이었으나, 기체에 결함이 발견되어 발사가 미뤄지다가, 같은 해 9월 14일 발사되었다.

## 탐사
달의 기원과 진화, 장래 달의 이용가능성 등 여러 가지 관측과 조사를 목표로 한다.
전문적이고 과학적인 탐사 외에도 세계 최초로 달 전체를 상세하게 고선명 비디오 영상으로 촬영 해 전달했다. 이것을 바탕으로 JAXA는 달 전체의 3D지도를 작성했다. 촬영 한 이미지는 구글 어스에 제공되어 누구나 볼 수있다. JAXA는 Youtube에도 아폴로 착륙 지점 등 여러 달 HD 동영상을 공개하고있다.
- KAGUYA taking around the landing site of the Apollo 15 by HDTV
- KAGUYA taking around the landing site of the Apollo 11 by HDTV
- KAGUYA taking "Full Earth-rise" by HDTV (Apr. 5, 2008)
- KAGUYA taking "Earth-rise" by HDTV (Nov. 7, 2007)

태양의 빛이 영원히 닿지 않는 충돌구 내부의 정확한 지형을 정확하게 파악하는 데 성공했다. 이 성과를 바탕으로하여 NASA는 2009년에 충돌구멍 영구 그림자에서 달의 물을 발견했다.
달의 중력 물결의 이상과 월 내부의 암석의 종류를 식별하는 데 성공했다. 따라서 거대충돌 가설의 신뢰성이 커졌다.
획득한 데이터가 방대하기 때문에, 2013년, 데이터의 분석이 진행 중으로, 다른 탐사기 데이터로 맞춰서 달의 연구가 진행 중이다.

## 같이 보기
- 창어 1호
- 찬드라얀 1호
- 셀레네 2호
- 아카츠키 - 일본의 금성 탐사
- 하야부사 - 일본의 소행성 탐사